# Wolfgang Bauer
Pour les articles homonymes, voir Bauer et Wolfgang Bauer (homonymie).
Wolfgang Bauer, né à Graz (Autriche) le 18 mars 1941 et mort dans cette ville le 26 août 2005, est un écrivain autrichien surtout connu comme dramaturge qui, en particulier dans sa jeunesse, était considéré comme « enfant terrible » par l'establishment culturel autrichien.

## Biographie et carrière
Bauer est né à Graz, en Styrie. Sa pièce révolutionnaire est Magic Afternoon en 1967, dans laquelle il dépeint quatre jeunes qui interrompent leur après-midi paresseux et ennuyeux par des flambées de violence et d'agression sans motivation (Magic Afternoon a été adapté pour l'écran plus récemment par Catherine Jelski en 2000 sous le nom de The Young Unknowns). Après deux autres succès, Change (1969) et Gespenster (1973), les pièces de Bauer sont devenues de plus en plus surréalistes et expérimentales. Bauer a cependant résisté à tout étiquetage par les universitaires et les critiques jusqu'à sa mort. La plupart de ses pièces en 1967 et 1990 ont été traduites en anglais par Martin Esslin, connu pour avoir inventé le terme Théâtre de l'absurde. À la fin des années 1970 et au début des années 1980, le Magic Theatre de San Francisco a interprété une pièce de Bauer presque chaque saison. En 1993, sa pièce Tadpoletigermosquitos at Mulligan's a été créée à l'Ohio Theatre de New York.
Wolfgang Bauer était un gros fumeur et buveur. Après une série d'opérations cardiaques, il meurt dans son Graz natal d'une insuffisance cardiaque. Son ami, le compositeur Kurt Schwertsik a écrit Ein Kleines Requiem en partie pour lui.

## Travaux
Les pièces de Bauer ont été traduites en 24 langues et jouées dans 35 pays. Voici une liste complète de ses œuvres publiées en allemand :

### Pièces
- Der Schweinetransport (1961)
- Maler und Farbe (1961)
- Batyscaphe 17-26 oder Die Hölle ist oben (1961)
- Totu-wa-botu (1961)
- Zwei Fliegen auf einem Gleis (1962)
- Katharina Doppelkopf (1962)
- Der Rüssel (1962)
- Mikrodramen (1962/63, 21 très courtes "pièces injouables")
- Pfnacht (1963)
- Die Menschenfresser (1963)
- Party for Six (1964)
- Ende sogar noch besser als alles gut! (1965)
- Der Tod des Ingenieurs Leo Habernik aus Linz (1965)
- Magic Afternoon (1967)
- Change (1968/69)
- Film und Frau (1971)
- Silvester oder Das Massaker im Hotel Sacher (1971)
- Gespenster (1973)
- Magnetküsse (1975)
- Memory Hotel (1979/80, UA + ED 1980)
- Woher kommen wir? Was sind wir? Wohin gehen wir? (1981)
- Das kurze Leben der Schneewolken (1982)
- Ein fröhlicher Morgen beim Friseur (1982)
- Ein schrecklicher Traum (1986, une adaptation du Songe d'une nuit d'été de Shakespeare)
- Herr Faust spielt Roulette (1986)
- Das Lächeln des Brian dePalma (1988)
- Ach, armer Orpheus! (1989)
- Insalata mista (1992, en anglais : Tadpoltigermosquitos at Mulligan's)
- Die Kantine. Cappricio à la Habsburg. (1993)
- Die Menschenfabrik (1996)
- Skizzenbuch (1996)
- Café Tamagotchi (1998)
- Foyer (2004)

### Livrets
- Magnet (1978)
- Café Museum - Die Erleuchtung. (1993)
- Das gestohlene Herz (2004)

### Roman
- Der Fieberkopf (1967)

### Poèmes
- Das stille Schilf. Ein schlechtes Meisterwerk: schlechte Texte mit schlechten Zeichnungen und einer schlechten Schallplatte. (1969)
- Das Herz (1981)

### Lecture radio
- Zisterne (1961)
- Die Entfernung (1972, titre alternatif : 1431)
- Dream Jockey (1998)

### Scénarios
- Die Edeggerfamilie (1970)
- Häuptling der Alpen (1974)
- Es war nicht die Nachtigall (1974)
- Reise zum Gehirn (1975, adaptation de son roman Der Fieberkopf)
- Dans Zeiten wie diesen (1983)
- 22, schwarz... (1987)
- Der Weihnachtstraum (1994)

## Décorations et récompenses
- Prix Peter Rosegger (1970 et 2004)
- Prix Franz Theodor Csokor (1970)
- Prix autrichien de littérature (1979)
- Prix Manuskripte (1987)
- Médaille Kainz (1989)
- Médaille d'honneur d'or de Graz (1991)
- Médaille honorifique en or de Vienne (1991)
- Prix d'art dramatique du Goethe Institute (1994)
- Grand Prix d'État autrichien de littérature (1994, présenté le 20 avril 1995)
- Croix d'honneur autrichienne pour la science et l'art, 1re classe (2000)[1]
- Prix culturel styrien (2004)
- (en) Wolfgang Bauer: Awards, sur l'Internet Movie Database